# Echiniscus perarmatus
Echiniscus perarmatus är en djurart som tillhör fylumet trögkrypare, och som beskrevs av Murray 1907. Echiniscus perarmatus ingår i släktet Echiniscus och familjen Echiniscidae. Inga underarter finns listade i Catalogue of Life.